# Бунырево
Бунырево — село в Городском округе «Город Алексин» Тульской области.
Расположено в 6 км от Алексина и в 52 км от Тулы на берегах рек Вашана и Ока.
Численность населения — 391 (2010).

## История

### Дата основания
В книге П. И. Малицкого «Приходы и церкви Тульской губернии» говорится: «Название же Бундырев монастырь удержалось за селом потому, что здесь ещё в первой четверти (1623) XVII столетия был мужской монастырь».
Эта дата является официально самой ранней, но существуют предположения о ещё раннем основании монастыря и как следствие села..

### Этимология
Село Бунырево лежит в 55-ти верстах от Тулы и в 5-ти от Алексина, 
в местности богатой лесом, в версте от р. Вашаны, притока Оки. Бунырево, иначе Бондарево, Болдерево и Бундырев монастырь, получило своё название от давняго занятия его жителей бондарством.П. И. Малицкий
Сначала село имело название Бондарево. В дальнейшем исторически, лингвистически название изменилось на Бундырево и Бунырево. Такая взаимозаменяемость в корне гласных букв «о» и «у» в русском языке нередка, самым известным из которых является «Русь» — «Россия», «Одуев» — «Одоев» и т. п.
В связи с тем, что сначала село имело название Бондарево (от слова бондарь), название Бунырево следует произносить с ударением на первый слог — Бу́нырево.

## Административная принадлежность
В XVII — начале XVIII веков Бунырево входило в Подгородный стан Алексинского уезда.
По состоянию на 1913 г. входило в Стрелецкую волость Алексинского уезда.
Имело собственный церковный приход.
В начале XXI века, до включения в состав г. Алексин, сельское поселение Бунырево включало в себя 24 населённых пункта:
- Села: Абрютино, Божениново, Бунырево, Казначеево, Карташово, Сосновка, Сотино
- Деревни: Айдарово, Ботня, Верхнее Ламоново, Егнышевка, Иньшино, Клейменово, Лыткино, Мясоедово, Нижнее Ламоново, Савино, Соломасово, Сухотино, Хатманово, Юдинки
- Поселки: Новая жизнь, Украинский, Сотинское лесничество

## Благовещенский монастырь
Предположительно монастырь основан в 1623 году. В 1665 году монастырь приписан к Крутицкой епархии.
Опись монастырского имущества начала XVIII века свидетельствовала:
«1701 г. июня 12 в Бундыреве монастыре церковь во имя Благовещения Пресвятой Богородицы деревянная, а в церкви Божия милосердия икон местных: Всемилостивого Спаса, Пресвятой Богородицы, Благовещения обложен серебром венцы и гривна серебряныя, Богоявления Господня обложен серебром венцы серебряные и позлащены, Пророка Илии обложен серебром венец и гривна серебряныя, Николая Чудотворца, двери царские писаны на золоте, пояс апостолов, пояс праздников, пояс пророков, пояс праотцев, в алтаре за престолом образ Пресвятой Богородицы венец и гривна серебряныя, на престоле святое евангелие и крест покрыто бархатом, евангелисты серебряные, крест обложен серебром и позлащен, на жертвеннике сосуды оловянные, чаша водоосвященная медная, в церкви две свещи поставныя восковыя большия да 2 деревянныя писаны красками, кадило медное, паникадило медное ж, евангелие на престоле без евангелистов.
В монастыре другая церковь Вознесения Господня с трапезою, в церкви Божия милосердия, образ настоящего храма, образ Воскресения Христова, пояс апостолов, в алтаре за престолом образ Пресвятой Богородицы обложен серебром, венец и гривна серебряная и позлащены, на престоле святое евангелие евангелисты серебряные, престол покрыт кумачом, на жертвеннике сосуды оловянные, в алтаре кадило медное, в трапезе образ Пресвятой Богородицы, пояс апостолов, да и на колокольне 5 колоколов, весу 22 пуда, в монастыре 4 кельи, церкви и ограда и кельи все ветхо[…]за монастырем мельница на реке Вашане 3 жерновы оброку с неё по 50 руб. платят на Москве в архиерейском дому […] монастырь огорожен забором, мерою по св. воротам и по задней стене и по сторонам по 40 сажень, св. ворота деревянные створныя, на них деисус»
С начала XVIII века монастырь был малолюдным и малозначительным: чуть более полутора гектаров территории, два деревянных храма, четыре кельи, четыре монаха, два попа, дьякон и дьячок. В то же время факт уплаты податей в архиерейский дом на Москву в размере 50 рублей говорит об его экономической состоятельности, которая обуславливалась, по всей видимости, принадлежащими ему значительными земельными угодьями.
Северная война и реформы Петра Великого начала XVIII века подкосили монастырское хозяйство, а довершил его крушение указ Петра I 1761 года о секуляризации церковных и монастырских владений, после которого уже при императрице Екатерине II в 1764 году монастырь наряду со многими ему подобными был окончательно упразднён.
Однако с упразднением монастыря церковная жизнь в селе Буныреве не прекратилась, продолжал действовать приходской храм во имя Благовещения Божией Матери, переименованный в 1794 году в честь иконы Смоленской Божией Матери. Местное предание по этому поводу свидетельствует, что буныревская церковь была переименована после того, как хранившаяся в ней местночтимая икона Смоленской Божией Матери избавила жителей Алексина и близлежащих сел от моровой язвы, свирепствующей в конце XVIII века в соседних уездах Тульской губернии. В связи с этим в Алексине в XIX веке существовал особый местный крестный ход под день десятой пятницы по Пасхе. В начале XX века настоятель городского Успенского собора протоиерей отец Григорий Алферьев писал по этому поводу:
… с 1872 года ежегодно приносили в город чтимую икону Смоленской Божией Матери под день десятой пятницы для служения молебнов по домам прихожан, но в 1882 году этот обычай был остановлен и в этом году в день десятой пятницы 28 мая город постиг страшный пожар. Как на причину этого несчастья благочестивые указывали на нарушение обычая принимать в свои дома икону Божией Матери и обычай этот был возстановлен. В 1891 году снова был нарушен благочестивый обычай и опять в день десятой пятницы 27 июня в городе случился страшный пожар, прекратившийся с прибытием иконы Божией Матери. Такое вразумление не могло быть не понятым жителями города, и с тех пор ежегодно в означенный срок торжественно с крестным ходом приносится в город чтимая икона для служения молебнов по домам прихожан. Причем в день встречи ея по всему городу совершается крестный ход, в разных частях города служатся молебны.Настоятель городского Успенского собора протоиерей отец Григорий Алферьев
В 1862 году при церкви открыта земская школа.

## Современность
С 2015 года ежегодно в окрестностях деревни, на берегу Оки, проводится летний музыкальный фестиваль «Дикая мята», отменявшийся в 2020-2021 гг. из-за пандемии COVID-19. На поле у деревни в честь поклонников хорошей музыки высажена Аллея славы, получившая название «Легендарная», в закладке которой участвовали звёздные музыканты, журналисты и представители Тульской области. В июне 2024 года тут проходило  первенство России по шахматам среди школьников.